# Jules Bourcier
Pour les articles homonymes, voir Bourcier.
Jules Bourcier est un ornithologue français, né le 20 février 1797 à Cuisery et mort le 9 mars 1873 à Batignolles, Paris.
C’est un spécialiste des oiseaux-mouches et en décrit de nombreuses espèces parfois en collaboration avec Étienne Mulsant (1797-1880) et Adolphe Delattre (1805-1854). Bourcier est le consul français de l'Équateur de 1849 à 1850.
Deux noms d’oiseaux commémorent son nom :
- le colibri de Bourcier, Polyonymus caroli, qu’il décrit en 1847 et
- l’ermite de Bourcier, Phaethornis bourcieri, décrit par René Primevère Lesson (1794-1849) en 1832.